# Hofanlage Deichstraße 6
Die Hofanlage Deichstraße 6 in der niedersächsischen Samtgemeinde Land Hadeln, Ortsteil Odisheim, im Landkreis Cuxhaven, stammt vom Ende des 19. Jahrhunderts. Aktuell (2024) wird sie auch als Ferienhaus genutzt.
Die Gebäude stehen unter Denkmalschutz (siehe auch Liste der Baudenkmale in Odisheim).

## Geschichte und Beschreibung
Odisheim im Sietland ist eine seit dem 13. Jahrhundert nachgewiesene Reihensiedlung, von der die Kultivierung des siedlungsfeindlichen moorigen Gebietes ausging. Geprägt wird der Ort von schmalen Marschhöfen. Die Hofanlage stellt ein typisches Beispiel der Bautradition des Sietlandes dar.
Die Hofanlage besteht aus
- dem eingeschossigen giebelständigen Wohn- und Wirtschaftsgebäude von um 1890 als Zweiständer-Hallenhaus in Fachwerk mit Steinausfachungen, mit reetgedecktem Satteldach mit Uhlenloch, im Wirtschaftsgiebel gleichmäßigem engmaschigen Fachwerk, regionaltypisch senkrecht verbrettertem Giebeldreieck und der Grooten Door mit Segmentbogen, mit seitlich eingezogem etwas niedrigeren Wohnteil mit Krüppelwalm,[2]
- der giebelständigen Scheune (Kornscheune) von um 1890 in Fachwerk mit Steinausfachungen, mit reetgedecktem Satteldach und mit außermittiger Längseinfahrt sowie einer Ladeluke; das Tor zur Einfahrt erhielt eine gläserne Fassade.[3]

Der Hof wurde bis in die 1980er Jahre im Familienbesitz landwirtschaftlich genutzt. 2000 erfolgte nach Kauf des Hofes der Umbau der Scheune zum Feriendomizil und des Haupthauses zum Wohnhaus. 
Das Landesdenkmalamt befand u. a.: „mit dem relativ langen, eingezogenen Wohnteil, der traufseitig erschlossen wird, traditionelle Merkmale des in der Region üblichen Baustiles“.